# Komosa solniskowa
Komosa solniskowa, k. grubolistna (Oxybasis chenopodioides (L.) S.Fuentes, Uotila & Borsch) – gatunek rośliny wieloletniej należący do rodziny szarłatowatych. Występuje w strefie umiarkowanej Europy i Azji oraz w północno-zachodniej Afryce, a jako gatunek introdukowany także w Ameryce Północnej, Południowej oraz w południowej Afryce.

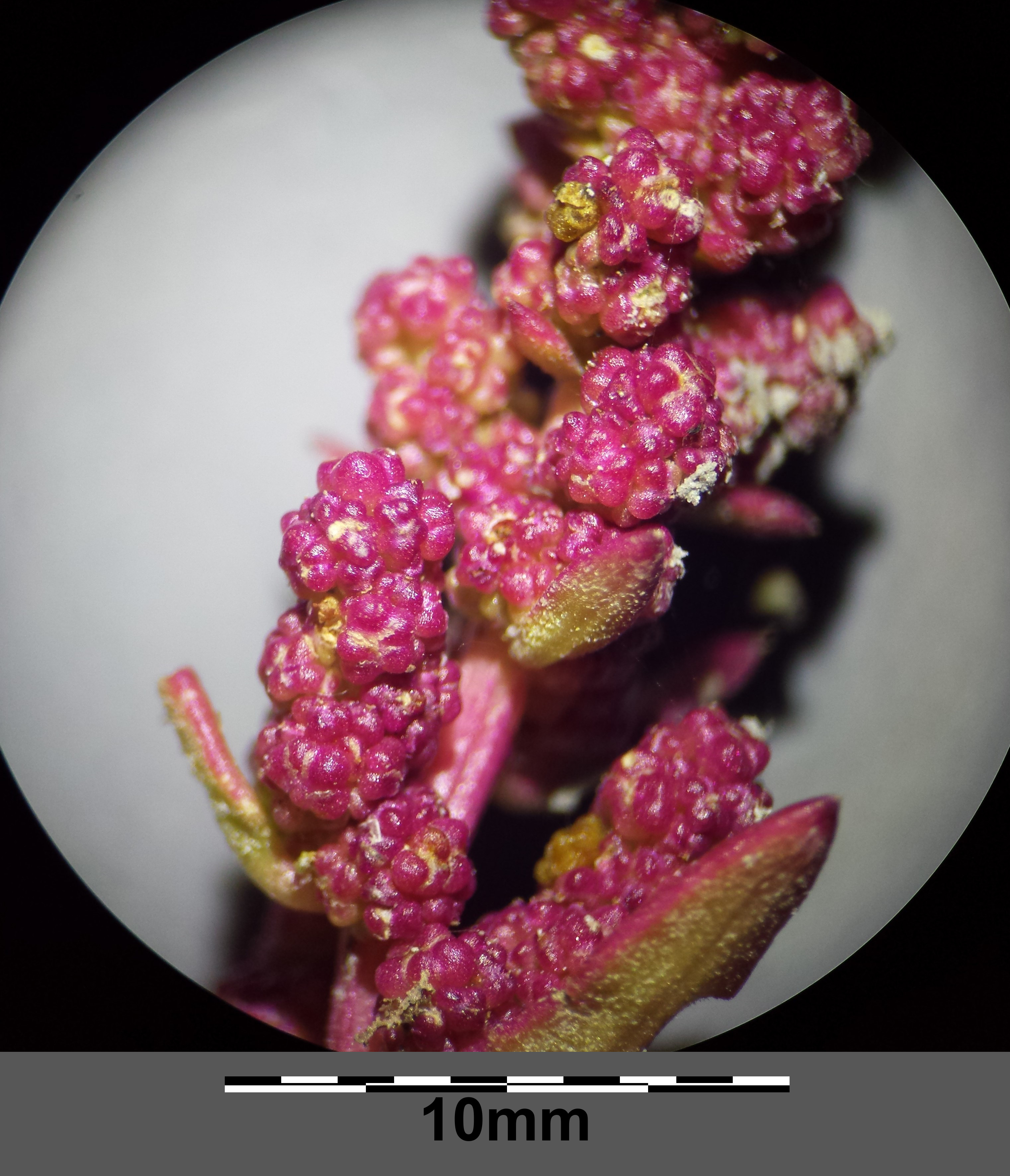
Fragment kwiatostanu

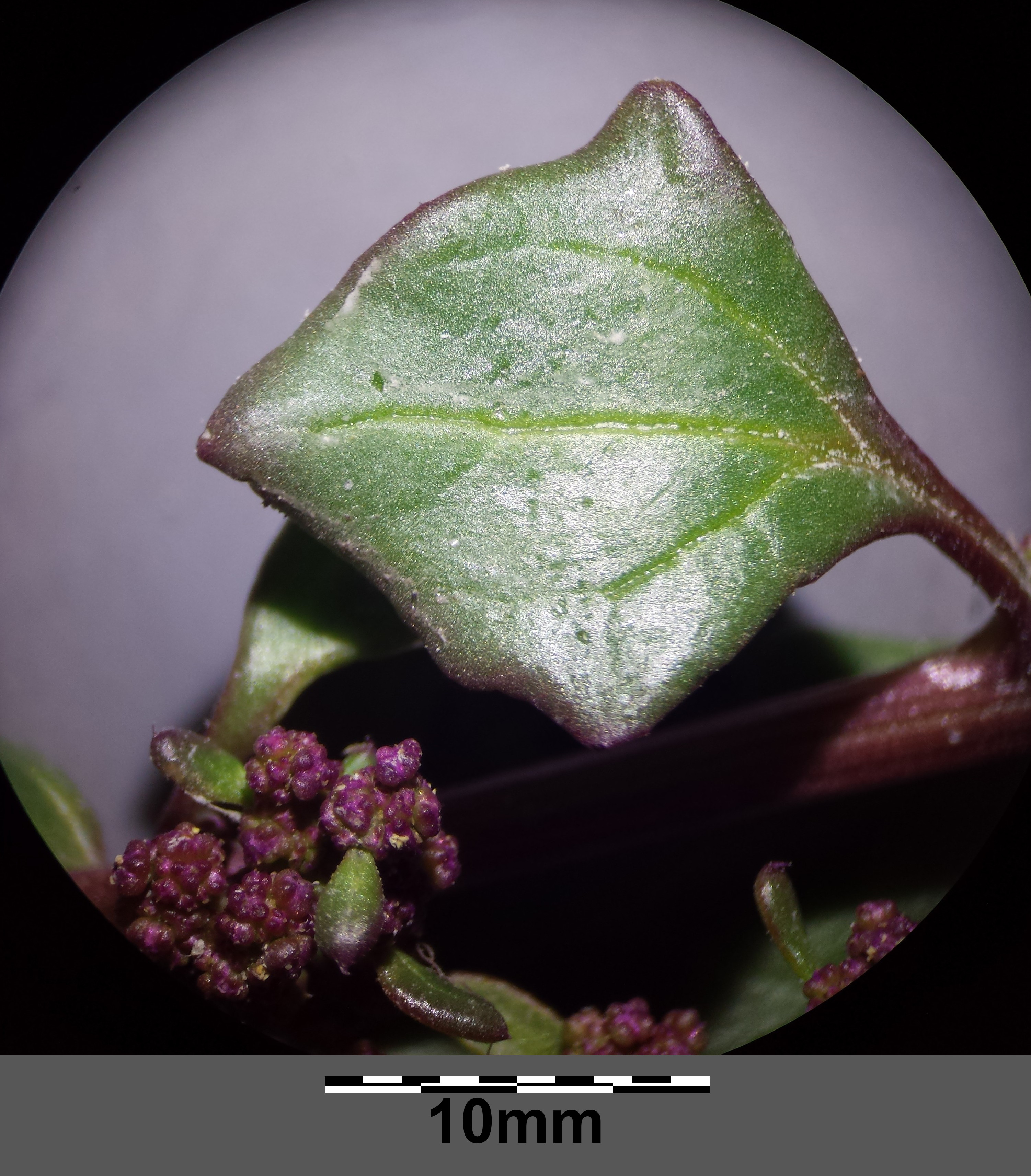
Liść

## Zagrożenia i ochrona
Roślina umieszczona na Czerwonej liście roślin i grzybów Polski (2006) w grupie gatunków wymierających, krytycznie zagrożonych (kategoria zagrożenia E). W wydaniu z 2016 roku otrzymała kategorię DD (stopień zagrożenia nie może być określony).